# Otto Semmelroth
Otto Semmelroth SJ (* 1. Dezember 1912 in Bitburg; † 24. September 1979 in Frankfurt am Main) war ein deutscher Theologe.

## Leben
Er trat 1932 in ’s-Heerenberg in die niederdeutsche Jesuitenprovinz ein. Nach der Priesterweihe 1939 in Valkenburg aan de Geul legte 1949 in Büren die letzten Ordensgelübde ab. Er studierte Philosophie und Theologie in Valkenburg und Bonn, wo er 1947 mit einer Arbeit über die Theologie des Pseudo-Dionysius Areopagita promoviert wurde. Anschließend lehrte er in Valkenburg, bevor er 1950 als Professor für dogmatische Theologie an die PTH Sankt Georgen wechselte (Rektor 1972–1978).
Seit 1962 als privater Berater Hermann Volks in Rom anwesend, wurde er ab der zweiten Periode des Zweiten Vatikanischen Konzils 1963 offizieller Peritus. Er hatte 1953 den Begriff der „Kirche als Ursakrament“ geprägt, die nicht nur Sakramente „austeilt“, sondern „selbst Sakrament, wirksames Zeichen der Gnade Gottes“, ist. Der Gedanke und die Begrifflichkeit flossen ein die am 21. November 1964 verabschiedete Kirchenkonstitution Lumen gentium des Konzils.  
Zusammen mit Walter Kasper, Joseph Ratzinger, Karl Lehmann und anderen plädierte er im Februar 1970 mit dem Memorandum zur Zölibatsdikussion für eine eindringliche Überprüfung und differenziertere Betrachtung des Zölibatsgesetzes der lateinischen Kirche.
Otto Semmelroth ist auf dem Südfriedhof (Frankfurt am Main) begraben.

## Schriften (Auswahl)
- Das ausstrahlende und emporziehende Licht. Die Theologie des Pseudo-Dionysius Areopagita in systematischer Darstellung. OCLC 720550217 (zugleich Dissertation, Bonn 1947).
- Die Kirche als Ursakrament. Knecht Verlag, Frankfurt am Main 1953.
- Maria oder Christus? Christus als Ziel der Marienverehrung. Meditationen. Frankfurt am Main 1954, OCLC 721374007.
  - Maria of Christus? Christus als doel der Mariaverering. Tielt 1960, OCLC 901348071.
  - ¿María o Cristo? Cristo como meta de la devoción a María. Madrid 1963, OCLC 865290927.
- mit Linus Hofmann: Der Laie in der Kirche. Seine Sendung – seine Rechte. Trier 1955, OCLC 174847258.
- Gott und Mensch in Begegnung. Ein Durchblick durch die katholische Glaubenslehre. Frankfurt am Main 1956, OCLC 13916390.
  - Gott und Mensch in Begegnung. Ein Durchblick durch die katholische Glaubenslehre. 2. Auflage, Frankfurt am Main 1958, OCLC 264801064.
  - De ontmoeting van God en mens. Antwerpen 1958, OCLC 901348682.
  - Dios y el hombre al encuentro. Perspectiva de los dogmas católicos. Madrid 1959, OCLC 865245015.
  - Incontro personale con Dio. Le grandi verità della fede come incontro con Dio. Alba 1959, OCLC 72361611.
  - Rencontre de Dieu. Théologie pour laïcs. Tours 1963, OCLC 460356342.
- Eucharistische Wandlung - Transsubstantiation - Transfinalisation - Transsignifikation. in: Entscheidung - Eine Schriftenreihe, herausgegeben von Alfonso Pereira S.J. - e 58 - München 1967